# 劉亨安
劉 亨安（りゅう きょうあん、? - 1243年）は、モンゴル帝国に仕えた漢人将軍の一人。

## 概要
劉亨安は先祖が范陽の人であったが、後に川州宜民県に移住してきた家の出であった。チンギス・カンによる金朝侵攻が始まると、劉亨安の兄の劉世英がムカリ率いるモンゴル軍に投降した。劉世英はムカリ軍に属して燕州・趙州・雲州・朔州・河東の攻略に功績を挙げ、行軍副総管の地位を授けられた。1220年（庚辰）には戦火によって荒廃した平陽地方のため、劉世英はムカリに撫民に力を入れるよう進言した。そこでムカリは劉世英を絳州節度使・兼行帥府事に任命したが、それから間もなく劉世英は子を持たないまま亡くなってしまった。そのため、ムカリの息子のボオルの命によって族兄の劉徳仁が跡を継いだ。しかし1226年（丙戌）に金朝の将軍の移剌副枢が絳州を攻めた際に劉徳仁は戦死したため、ここに至って初めて劉亨安が一族の総領に任じられ、鎮国上将軍・絳州節度使・行元帥府事・兼観察使の称号を受けられた。
1230年（庚寅）からはモンゴル軍の第二次金朝侵攻に従軍し、1231年（辛卯）春には鳳翔を攻略して渭陽に駐屯し、秋には鄧州に至った。1232年（壬辰）にモンゴル軍は河南で集結し、金軍主力を三峰山で破った。1234年（甲午）には金の哀宗が逃げ込んだ蔡州を攻略することで名実ともに金朝を滅ぼし、盟約を裏切って南宋軍が開封に迫るとタガチャルとともにこれを撃退するべく出撃した。タガチャルと劉亨安が進門の北で南宋軍と遭遇すると、劉亨安の奮戦によって南宋軍は潰走し、100里に渡ってモンゴル軍は南宋軍を追撃した。戦後、タガチャルは「劉亨安こそ真の驍将である」と諸将に語り、その功績に厚く報いたという。1236年（丙申）からは四川方面軍に転属となり、タガイに従って散関・剣門などの攻略に功績を挙げた。更に進んで成都を包囲した際も、劉亨安は先鋒を務め、城の西で南宋軍を破り敵将の陳侍郎を捕虜とする功績を挙げた。また、ある時喬長官と攻城で功を争ったが、喬が砲撃で負傷するとこれを背負って退却したため、喬は深く感謝したという。
10年近くに渡って劉亨安はモンゴル軍に属し戦功を重ねてきたが、1243年（癸卯）冬に亡くなった。息子に劉貞、孫に劉弘・劉彊・劉弴らがいた。